# Udai

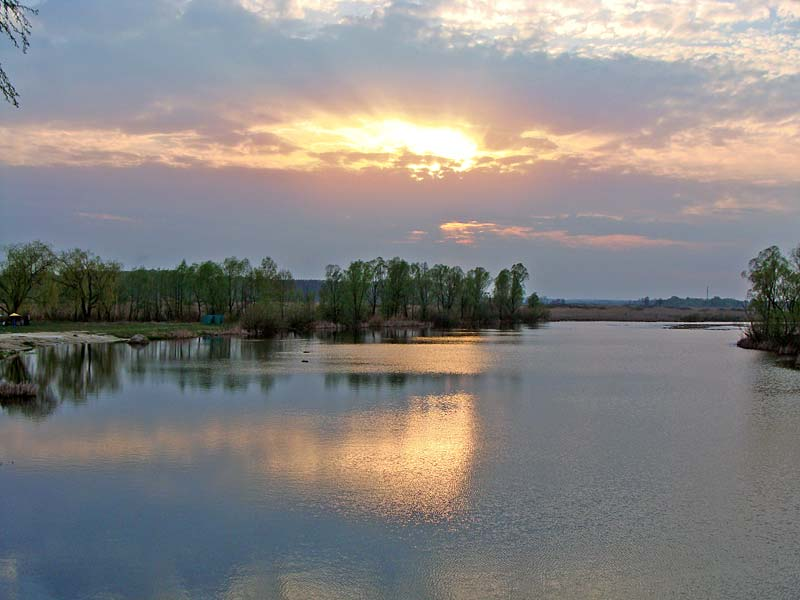
Udai lângă Priluki

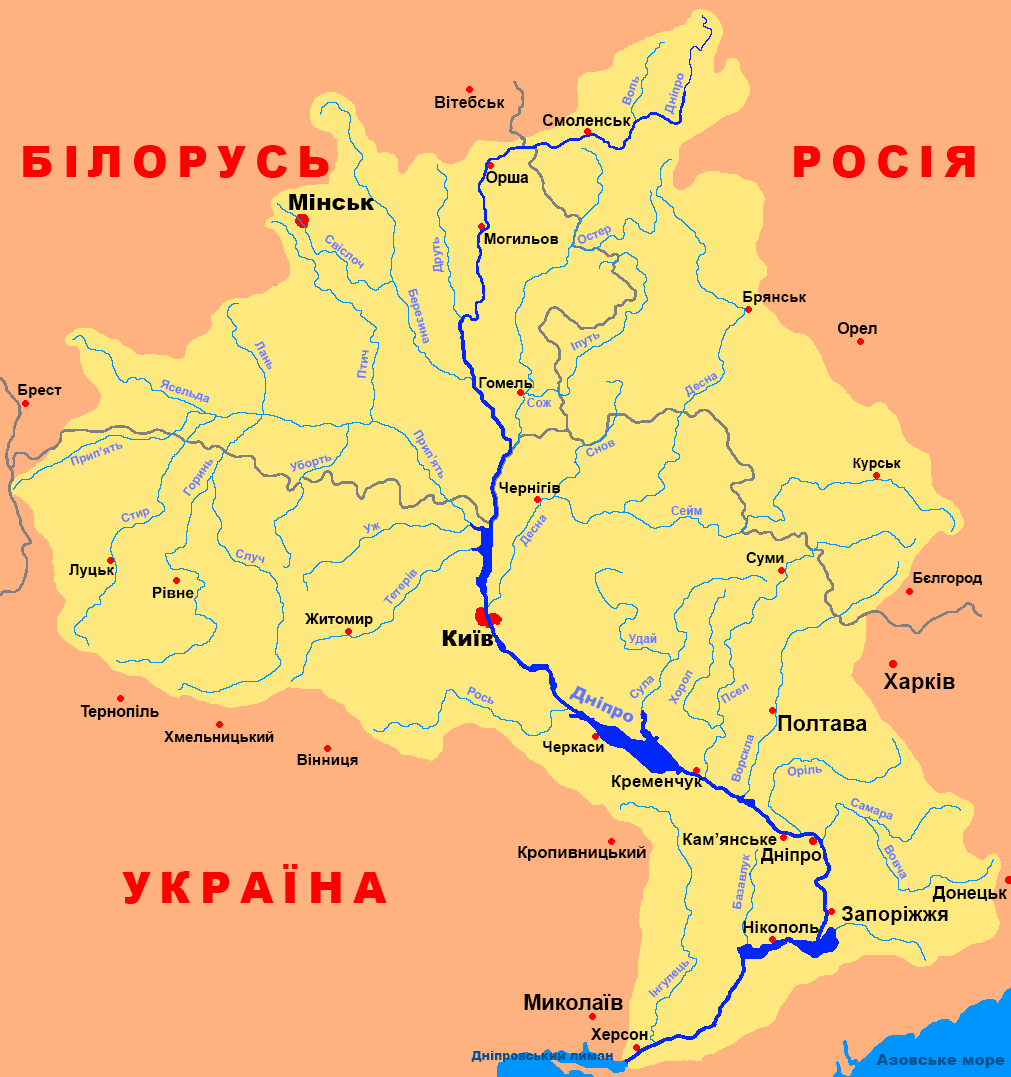

Udai (în ucraineană Удай, transliterat: Udai) este un râu în Ucraina, afluentul drept al Sulei (bazinul hidrografic al Niprului). Trece prin raioanele Icinea, Priluki, Srebnoe (parțial) și Varva din regiunea Cernigov și prin raioanele Piriatin, Cernuhi și Lubnî din regiunea Poltava. Are o lungime de 327 km, suprafața bazinului hidrografic al râului este de 7030 km².
Izvorăște dintr-o mlaștină din apropierea satului Rojnovka (regiunea Cernigov) și curge prin Câmpia Niprului. Valea râului este trapezoidală, terasată și are o lățime până la 2,5-3 km. De-a lungul ambelor maluri se află lunca inundabilă, care este mlăștinoasă, uscată în unele locuri, lățimea obișnuită a luncii este de 0,4-0,5 km; sunt brațe moarte. Albia râului este șerpuitoare și are o lățime până la 20-40 m și o adâncime de 0,3-1,5 m. Panta râului este de 0,2 m/km. Afluenții principali sunt Perevod (pe dreapta), Icenka, Smoș (Smoj), Lâsogor (pe stânga). Alimentarea râului este mixtă, predominant din zăpezi. Îngheață la sfârșitul lui noiembrie - începutul lui decembrie, se dezgheață în a doua jumătate a lui martie. Apele sale sunt folosite pentru alimentarea cu apă a populației și a întreprinderilor, irigații. Se practică piscicultura. Pe Udai se află orașele Priluki și Piriatin.